# Elias Stein (scacchista)
Elias Stein (Forbach, 5 febbraio 1748 – L'Aia, 12 settembre 1812) è stato uno scacchista olandese.
Nato in Alsazia da una famiglia ebraica, si stabilì poi a l'Aia, dove diventò il tutore dei figli di Guglielmo V di Orange-Nassau.
Nel suo libro Nouvel essai sur le jeu des échecs, avec des réflexions militaires relatives à ce jeu (1789), raccomanda la difesa olandese (1. d4 f5) come la migliore risposta all'apertura di donna 1. d4.
La sua biografia fu scritta da Friedrich von Mauvillon (1774-1851), uno dei suoi allievi, nel libro Anweisung zur Erlernung des Schachspiels (Essen, 1827).
Stein si vantava di poter giocare (e vincere) contemporaneamente due partite a scacchi e una di biliardo.